# Pierre Ollivier
Pour les articles homonymes, voir Ollivier.
Pierre Ollivier (né en 1890 et mort à une date inconnue) est un lutteur sportif belge.

## Biographie
Pierre Ollivier obtient une médaille d'argent olympique, en 1924 à Paris en poids moyens.

## Palmarès

### Jeux olympiques
- Jeux olympiques d'été de 1924 à Paris
  -  Médaille d'argent en -79 kg